# 토니 (2009년 영화)
토니(Tony)는 영국에서 제작된 제라드 존슨 감독의 2009년 드라마, 스릴러 영화이다. 프랭크 보이스 등이 주연으로 출연하였고 댄 맥컬로크 등이 제작에 참여하였다.

## 출연

### 주연
- 프랭크 보이스
- 로렌조 캄포레즈

### 조연
- 피터 페딘난도
- 릭키 글로버
- 닐 마스켈
- 마크 무니
- 빅키 머독
- 프란시스 포프
- 조지 루소
- 케리안 화이트

## 제작진
- 의상: 수지 하먼